# Kazimierz Bartel
Kazimierz Władysław Bartel (IPA: [kaˈʑimjɛʂ vwaˈdɨswaf ˈbartɛl]) (Leopoli, 3 marzo 1882 – Leopoli, 26 luglio 1941) è stato un politico e matematico polacco.

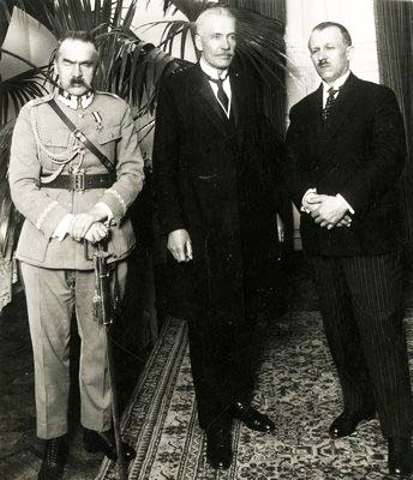
Kazimierz Bartel (a destra) con Józef Piłsudski (a sinistra) e Ignacy Mościcki (al centro) dopo l'elezione presidenziale del 1926

Ricoprì la carica di Primo ministro della Polonia dal 1926 al 1930.

## Biografia
Nacque a Lemberg (Lwów in polacco, Lviv in ucraino, Leopoli in italiano), in Galizia (al secolo una provincia dell'Impero austro-ungarico, attualmente parte dell'Ucraina), il 3 marzo del 1882 da una famiglia polacca. Dopo aver completato la scuola superiore, studiò al Politecnico di Leopoli al Dipartimento di Ingegneria meccanica. Si laureò nel 1907 e divenne presto assistente di Geometria descrittiva. Dal 1914 fu professore nell'università in cui si era laureato.
Coscritto nell'esercito austro-ungarico durante la prima guerra mondiale, nel 1918 tornò a Leopoli. Nel 1919, da comandante delle truppe delle ferrovie, combatté nella difesa di Leopoli contro l'assedio dell'Ucraina.
Nominato Ministro delle Ferrovie nel 1919, nel 1922—1930 fu membro del Sejm polacco (il Parlamento). Dopo il colpo di stato di maggio di Józef Piłsudski, nel 1926, divenne Primo Ministro e mantenne la carica per quattro anni. Nel 1930 rinunciò alla politica e tornò nell'ambiente universitario. Nello stesso anno divenne rettore del Politecnico di Leopoli ed ottenne in seguito un dottorato onorario e la tessera dell'Associazione Matematica Polacca.
In questo periodo pubblicò i suoi scritti più importanti, tra i quali una serie di lezioni sulla prospettiva nella pittura europea attraverso i secoli. Nel 1937 fu nominato senatore della Polonia e mantenne questo titolo fino allo scoppio della guerra.
Dopo l'occupazione sovietica fu autorizzato a continuare a insegnare al Politecnico di Leopoli. Nel 1940 fu trasferito a Mosca e gli fu offerto un seggio al Parlamento sovietico. Bartel però rifiutò e tornò a Leopoli.
Poco dopo l'invasione tedesca dell'URSS, il 30 giugno 1941, la Wehrmacht entrò a Leopoli. Kazimierz Bartel fu arrestato due giorni dopo e imprigionato in una prigione della Gestapo. Gli fu offerta l'opportunità di creare un governo fantoccio polacco, ma egli rifiutò e, per ordine di Heinrich Himmler, fu giustiziato il 26 luglio 1941, poco dopo il massacro di massa dei suoi colleghi. Il luogo di sepoltura è rimasto sconosciuto.
Fu membro della Massoneria.